# Élections législatives vincentaises de 1957
Les élections législatives vincentaises de 1957 se sont déroulées le 12 septembre 1957 à Saint-Vincent-et-les-Grenadines.  Cinq des huit sièges à pourvoir sont remportés par le Parti politique populaire (PPP). Ebenezer Joshua (PPP) est reconduit au poste de Ministre en Chef de Saint-Vincent-et-les-Grenadines.

## Conseil législatif
En 1957, le conseil législatif de Saint-Vincent-et-les-Grenadines est composé de quatorze membres dont huit au suffrage universel direct.
Siège ainsi au conseil le gouverneur de la colonie, dit « Administrateur », représentant la Couronne. Deux membres siégeant d'office : le procureur de la couronne et le trésorier, ainsi que trois membres nommés par le gouverneur. Enfin, huit membres sont élus au scrutin uninominal majoritaire à un tour par la population.

## Résultats
|                           |                                            |        |       |       |        |               |  |  |  |
| Parti                     | Parti                                      | Voix   | %     | +/-   | Sièges | +/-           |  |  |  |
|                           | Parti politique populaire (PPP)            | 9 702  | 49,35 | 9,06  | 5      | 2             |  |  |  |
|                           | Parti travailliste de Saint Vincent (PTSV) | 3 741  | 19,03 | Nv    | 0      | en stagnation |  |  |  |
|                           | Mouvement populaire de libération (MPL)    | 2 981  | 15,16 | Nv    | 1      | en stagnation |  |  |  |
|                           | Indépendants                               | 3 234  | 16,45 | 43,26 | 2      | 3             |  |  |  |
|                           |                                            |        |       |       |        |               |  |  |  |
| Votes valides             | Votes valides                              | 19 658 | 89,59 |       |        |               |  |  |  |
| Votes blancs et invalides | Votes blancs et invalides                  | 2 285  | 10,41 |       |        |               |  |  |  |
| Total                     | Total                                      | 21 943 | 100   | –     | 8      | en stagnation |  |  |  |
| Abstentions               | Abstentions                                | 16 873 | 29,12 |       |        |               |  |  |  |
| Inscrits / participation  | Inscrits / participation                   | 30 960 | 70,88 |       |        |               |  |  |  |

| Majorité absolue |     |     |
| ↓                |     |     |
| 1                | 2   | 5   |
| MPL              | Ind | PPP |

## Résultats par circonscription[1]
- PTSV : Parti travailliste de Saint Vincent (Saint Vincent Labour Party), nombre de candidats présentés : 6, chef : Milton Cato
- PPP : Parti politique populaire (People's Political Party), nombre de candidats présentés : 8, chef : Ebenezer Joshua
- MPL : Mouvement populaire de libération (People's Liberation Movement), nombre de candidats présentés : 5, chef : Herman Young
- IND : Indépendants, nombre de candidats présentés : 6

Nombre total de candidat : 25
| Circonscription  | Parti | Parti | Parti | Parti | Votes valides |
| Circonscription  | PTSV  | PPP   | MPL   | IND   | Votes valides |
| ---------------- | ----- | ----- | ----- | ----- | ------------- |
| North Leeward    | 1 075 | 439   | 133   | 1 203 | 2 850         |
| South Leeward    | 688   | 524   | 1 124 | -     | 2 336         |
| Kingstown        | 1 007 | 1 661 | -     | -     | 2 668         |
| St. George       | 348   | 1 250 | -     | 954   | 2 552         |
| South Windward   | 507   | 1 210 | 383   | 91    | 2 191         |
| Central Windward | 116   | 1 606 | 883   | 36    | 2 641         |
| North Windward   | -     | 2 286 | 458   | -     | 2 744         |
| Grenadines       | -     | 726   | -     | 950   | 1 676         |
| Total            | 3 741 | 9 702 | 2 981 | 3 234 | 19 658        |

## Représentants élus
| Circonscription  | Représentant sortant    | Parti | Parti | Représentant élu          | Parti | Parti |
| ---------------- | ----------------------- | ----- | ----- | ------------------------- | ----- | ----- |
| North Leeward    | Edmund Arnold Joachim   |       | PPP   | Samuel Eric Slater        |       | IND   |
| South Leeward    | Herman Fraser Young     |       | PPP   | Herman Fraser Young       |       | MPL   |
| Kingstown        | Rudolph Elliott Baynes  |       | IND   | Earlmont Stinson Campbell |       | PPP   |
| St. George       | Julian Augustus Baynes  |       | IND   | Henry Afflick Haynes      |       | PPP   |
| South Windward   | Levi Calvert Latham     |       | IND   | Levi Calvert Latham       |       | PPP   |
| Central Windward | George Hamilton Charles |       | IND   | Ebenezer Joshua           |       | PPP   |
| North Windward   | Ebenezer Joshua         |       | PPP   | Ivy Inez Joshua           |       | PPP   |
| Grenadines       | Clive Leonard Tannis    |       | IND   | Clive Leonard Tannis      |       | IND   |